# Anchietea suma
Anchietea suma là một loài thực vật có hoa trong họ Hoa tím. Loài này được (Vell.) Stellfeld mô tả khoa học đầu tiên năm 1945.